# متحف الحضارات العربية والبربرية ابن خلدون بنفطة
متحف الحضارات العربية والبربرية ابن خلدون بنفطة هو متحف تونسي تقليدي يقع في مدينة نفطة.

يقدم المتحف مجموعة من القطع التقليدية والفنية التي تبرز الحياة اليومية في المنطقة، منها العديد من الصور لمدينة نفطة والتي تروي مشاهد للألعاب الشعبية والطب التقليدي والأعراس والأسواق. توجد أيضا قطع ومجسمات تروي وتماثيل تبين الحياة اليومية كالطبخ والدراسة والأشغال التقليدية.